# Christine Stückelberger
Christine Stückelberger (Berna, 22 de mayo de 1947) es una jinete suiza que compitió en la modalidad de doma.
Participó en seis Juegos Olímpicos de Verano, obteniendo en total cinco medallas: dos en Montreal 1976, oro en la prueba individual y plata por equipos (junto con Ulrich Lehmann y Doris Ramseier); plata en Los Ángeles 1984, por equipos (junto con Otto Hofer y Amy-Cathérine de Bary), y dos en Seúl 1988, plata por equipos (con Otto Hofer, Daniel Ramseier y Samuel Schatzmann) y bronce individual. Además obtuvo el séptimo lugar en Múnich 1972, el sexto en Atlanta 1996 y el séptimo en Sídney 2000, por equipos.
Ganó ocho medallas en el Campeonato Mundial de Doma entre los años 1974 y 1990, y once medallas en el Campeonato Europeo de Doma entre los años 1973 y 1987.

## Palmarés internacional
| Juegos Olímpicos   | Juegos Olímpicos             | Juegos Olímpicos  | Juegos Olímpicos |
| Año                | Lugar                        | Medalla           | Categoría        |
| ------------------ | ---------------------------- | ----------------- | ---------------- |
| 1976               | Montreal (Canadá)            | Medalla de oro    | Individual       |
| 1976               | Montreal (Canadá)            | Medalla de plata  | Por equipos      |
| 1984               | Los Ángeles (Estados Unidos) | Medalla de plata  | Por equipos      |
| 1988               | Seúl (Corea del Sur)         | Medalla de plata  | Por equipos      |
| 1988               | Seúl (Corea del Sur)         | Medalla de bronce | Individual       |
| Campeonato Mundial |                              |                   |                  |
| Año                | Lugar                        | Medalla           | Categoría        |
| 1974               | Copenhague (Dinamarca)       | Medalla de bronce | Por equipos      |
| 1978               | Goodwood (Reino Unido)       | Medalla de oro    | Individual       |
| 1978               | Goodwood (Reino Unido)       | Medalla de plata  | Por equipos      |
| 1982               | Lausana (Suiza)              | Medalla de plata  | Individual       |
| 1982               | Lausana (Suiza)              | Medalla de plata  | Por equipos      |
| 1986               | Cedar Valley (Canadá)        | Medalla de plata  | Individual       |
| 1986               | Cedar Valley (Canadá)        | Medalla de bronce | Por equipos      |
| 1990               | Estocolmo (Suecia)           | Medalla de bronce | Por equipos      |
| Campeonato Europeo |                              |                   |                  |
| Año                | Lugar                        | Medalla           | Categoría        |
| 1973               | Aquisgrán (RFA)              | Medalla de bronce | Por equipos      |
| 1975               | Kiev (URSS)                  | Medalla de oro    | Individual       |
| 1975               | Kiev (URSS)                  | Medalla de bronce | Por equipos      |
| 1977               | San Galo (Suiza)             | Medalla de oro    | Individual       |
| 1977               | San Galo (Suiza)             | Medalla de plata  | Por equipos      |
| 1979               | Århus (Dinamarca)            | Medalla de plata  | Individual       |
| 1979               | Århus (Dinamarca)            | Medalla de bronce | Por equipos      |
| 1981               | Laxenburg (Austria)          | Medalla de plata  | Individual       |
| 1981               | Laxenburg (Austria)          | Medalla de plata  | Por equipos      |
| 1983               | Aquisgrán (RFA)              | Medalla de bronce | Por equipos      |
| 1987               | Leicester (Reino Unido)      | Medalla de plata  | Por equipos      |